# La verità nascosta (film 2000)
La verità nascosta (Missing Pieces) è un film per la televisione del 2000 diretto da Carl Schenkel.
È un film drammatico statunitense con James Coburn, Lisa Zane, Paul Kersey, Finn Carter, Julio Oscar Mechoso, William R. Moses e Maxwell Caulfield. È basato sul romanzo Atticus di Ron Hansen, pubblicato nel 1996. Fu trasmesso originariamente sulla CBS all'interno del ciclo televisivo antologico Hallmark Hall of Fame.

## Produzione
Il film, diretto da Carl Schenkel su una sceneggiatura di Sally Robinson, Philip Rosenberg, Richard Kletter e D.W. Owen con il soggetto di Ron Hansen (autore del romanzo), fu prodotto da Andrew Gottlieb per la Hallmark Hall of Fame Productions e girato a Santa Barbara in California (le scene del mercato furono girate nella De La Guerra Plaza). Il titolo di lavorazione fu Atticus.

## Distribuzione
Il film fu trasmesso negli Stati Uniti il 6 febbraio 2000 con il titolo Missing Pieces sulla rete televisiva CBS.
Altre distribuzioni:
- in Francia nel gennaio del 2001 (Soleil de cendre e La pièce manquante)
- in Svezia il 7 agosto 2005
- in Ungheria (Atticus)
- in Canada (Soleil de cendre)
- in Svezia (En fars kval)
- in Finlandia (Puuttuvat palat)
- in Italia (La verità nascosta)